# Ferding
Ferding ist der Name einer von verschiedenen baltischen Münzständen (Livland, die Stadt Reval, die Bistümer Dorpat und Ösel) im 16. Jahrhundert geprägten Silbermünze im Wert von einer Viertelmark.
Der Name ist abgeleitet von dem Vierling, einer kleinen Silbermünze des Hoch- und Spätmittelalters im Wert von ¼ Pfennig. Geprägt wurde der Ferding zum ersten Mal im Jahr 1515 in Livland, zwischen 1561 und 1570 auch in Reval.